# Charles Austin
Charles Austin, född 19 december 1967 i Bay City i Texas, är en amerikansk friidrottare som tävlar i höjdhopp.
Austin vann OS-guld på hemmaplan vid OS 1996 i Atlanta då han hoppade 2,39. Fem år tidigare vann han även VM-guld vid VM i Tokyo 1991.
Austin är en av få höjdhoppare som klarat 2,40 vilket han gjorde vid en tävling i Zürich 1991.